# David Ogden Stiers
David Allen Ogden Stiers (Peoria, 31 de outubro de 1942 - Newport, 3 de março de 2018) foi um ator estadunidense que atua no cinema, na televisão em inúmeros seriados, minisséries e filmes, e como dublador em filmes de animação, especialmente os produzidos pela Disney, Paramount e DreamWorks.

## Biografia
David nasceu em Peoria, Illinois, filho de Margaret Elizabeth Ogden e Kenneth Truman Stiers. Ingressou na Universidade do Oregon assim que terminou o ensino médio, mas mudou-se para São Francisco, onde começou a atuar no teatro. Entrou na Juilliard School, onde estudou de 1968 a 1972. Um de seus professores foi o ator John Houseman.

## Morte
David faleceu aos 75 anos, em sua casa em Newport, Oregon, devido a um câncer na bexiga, em 3 de março de 2018, deixando um filho.

## Principais atuações
- 2010 - Shrek Forever After..... (filme de animação).... Baloo (dublagem)
- 2007 - Shrek the Third..... (filme de animação).... Baloo (dublagem)
- 2006 - Worst Week of My Life (episódio piloto) (seriado de TV).... Jenson (ator)
- 2006 - Leroy & Stitch (TV).... Dr. Jumba (dublagem)
- 2004 - The SpongeBob SquarePants Movie..... (filme de animação).... King Neptune (dublagem)
- 2004 - Shrek 2..... (filme de animação).... Baloo (dublagem)
- 2004 - The Cat That Looked at a King.... Rei /Primeiro Ministro (dublagem)
- 2003 - Stitch! The Movie.... Dr. Jumba Jookiba (dublagem)
- 2002 - The Wild Thornberrys Movie (filme de animação).... Cheeta Guard (dublagem)
- 2002 - Lilo & Stitch (filme de animação).... Dr. Jumba Jookiba (dublagem)
- 2002 - Spirit: Stallion of the Cimarron (filme de animação).... Soldiers (dublagem)
- 2001 - Atlantis: The Lost Empire (filme de animação).... Fenton Q. Harcourt (dublagem)
- 2001 - Shrek (filme de animação).... Baloo (dublagem)
- 2001 - Tomcats (filme).... Dr. Crawford (ator)
- 1998 - Antz (filme de animação).... Narrador (dublagem)
- 1998 - Pocahontas II: Journey to a New World  (filme de animação).... Ratcliffe (dublagem)
- 1997 - Meet Wally Sparks.... Gov. Floyd Preston
- 1997 - Beauty and the Beast: The Enchanted Christmas (filme de animação).... Cogsworth (dublagem)
- 1996 - The Hunchback of Notre Dame (filme de animação).... arquidiácono (dublagem)
- 1995 - Steal Big, Steal Little (filme).... juiz Winton Myers (ator)
- 1995 - Pocahontas (filme de animação).... governador Ratcliffe / Wiggins (dublagem)
- 1995 - Mighty Aphrodite (filme).... Laius (ator)
- 1992 - Shadows and Fog (filme).... Hacker (ator)
- 1991 - Star Trek - The Next Generation (seriado de TV).... Dr. Timicin (ator)
- 1991 - Doc Hollywood (filme).... prefeito Nick Nicholson (ator)
- 1991 - Beauty and the Beast  (filme de animação).... Cogsworth / Narrador (dublagem)
- 1989 - The Final Days (filme para TV).... Alexander Haig (ator)
- 1988 - Another Woman (filme)
- 1988 - The Accidental Tourist (filme).... Porter (ator)
- 1987 - J. Edgar Hoover (filme para TV).... Franklin D. Roosevelt (ator)
- 1977 - The Mary Tyler Moore Show (seriado de TV).... Mel Price (ator)
- 1976 - Charlie's Angels (episódio piloto) (seriado de TV).... Scott Woodville (ator)